# Victorien Angban
Victorien Angban (Abiyán, 29 de septiembre de 1996) es un futbolista marfileño. Juega de centrocampista en el P. F. C. Sochi de la Liga Premier de Rusia.

## Clubes
| Club                             | País       | Año       |
| -------------------------------- | ---------- | --------- |
| Chelsea F. C. sub-23             | Inglaterra | 2014      |
| Sint-Truidense (cedido)          | Bélgica    | 2015-2016 |
| Granada C. F. (cedido)           | España     | 2016-2017 |
| Waasland-Beveren (cedido)        | Bélgica    | 2017-2018 |
| F. C. Metz (cedido)              | Francia    | 2018-2019 |
| F. C. Metz                       | Francia    | 2019-2021 |
| P. F. C. Sochi                   | Rusia      | 2021-     |
| F. C. Dynamo Majachkalá (cedido) | Rusia      | 2024-2025 |